# Petar Kleut
Petar Kleut, hrvaški general, * 24. december 1913, † 1995.

## Življenjepis
Pred drugo svetovno vojno je kot podčastnik VKJ končal pravno fakulteto. Leta 1941 se je pridružil NOVJ in KPJ; med vojno je bil politični komisar 1. liškega odreda, poveljnik 4. korduške brigade ter 35. divizije in načelnik štaba 4. korpusa.
Po vojni je nadaljeval služenje v vojski in bil tudi vojaški ataše. Končal je tudi šolanje na VVA JLA in leta 1956 doktoriral iz mednarodnega vojnega prava.